# Isla de Quíos
Quíos o Quío (en griego: Χίος, Chíos) es una isla griega en el mar Egeo situada próxima a la costa de la península de Karaburun, en Turquía. Es un conocido punto turístico por su historia, paisajes y buen clima. Posee una superficie de 842,29 km² (sin incluir islas e islotes próximos), con 53 817 habitantes (2005). Sus principales productos de exportación son las aceitunas, los higos y el vino. La capital es la ciudad de Quíos.
Administrativamente, la isla forma parte de la periferia de Egeo Septentrional, en la homónima unidad periférica de Quíos (junto con la isla de Psara).

## Origen mítico
El origen de su nombre, según la mitología griega, era por Quío, un hijo de Poseidón y una ninfa, que obtuvo su nombre porque cuando a su madre le llegaron los dolores del parto se puso a nevar. También se contaba que uno de sus reyes había sido Enopión, que había llegado a la isla desde Creta con sus hijos. Más tarde llegaron a la isla carios y abantes de Eubea pero otro rey llamado Héctor, varias generaciones después, guerreó contra los carios y los abantes, mató a muchos de ellos y al resto fueron obligados a retirarse. Después de esta guerra, según la tradición, los de Quíos decidieron celebrar sus sacrificios religiosos en el Panjonio.

## Historia
Muy habitada hacia el siglo V a. C. con aproximadamente 120.000 habitantes, fue conquistada por los jonios, quienes fundaron una colonia que formó parte de la llamada Liga Jonia. Durante la colonización griega del Mediterráneo, fundó a su vez otra colonia, Maronea, en la costa norte del mar Egeo.
La isla fue conquistada y ocupada por el Imperio aqueménida en 494 a. C., y cuando los persas se retiraron, se integró en la Liga de Delos. Posteriormente pasó a dominio del Imperio romano y luego del Imperio bizantino. Después de la conquista de Constantinopla en 1204 por los cruzados, pasó a formar parte del Imperio latino. Más tarde fue una posesión de la República de Génova, y posteriormente conquistada por el Imperio otomano en 1566.
Durante la guerra de Independencia de Grecia (1821-29), los otomanos se vengaron de un ataque a una de sus comunidades, con matanzas de griegos en Tesalia, Macedonia y las islas del Egeo. Una de ellas fue Quíos en marzo de 1822, muriendo unos 20 000 de sus habitantes. Este hecho provocó el apoyo europeo de Francia, Gran Bretaña, Austria y Rusia en la independencia de Grecia. Esta intervención se vio incitada también por ciertas obras como el famoso cuadro de Delacroix o el poema de Victor Hugo. La Guerra concluyó en 1829, pero Quíos tuvo que esperar a 1912 para formar parte de Grecia, después de la batalla de Elli, durante la primera guerra de los Balcanes.
A lo largo de la historia el mastika (μαστίχα masticha) un licor, originalmente con mástique, una resina recogida del lentisco (Pistacia lentiscus), un arbusto perenne nativo que se cultiva en la isla de Quíos fue de gran importancia económica.

## Miscelánea
- El mito griego de Cipariso está ambientado en Quíos.
- Se dice que el poeta Homero y el matemático Hipócrates nacieron en Quíos.
- Eugène Delacroix pintó el cuadro La matanza de Quíos (Scènes des massacres de Scio, 1824), en referencia a la matanza ocurrida en 1822.
- Victor Hugo escribió L'Enfant de Chios.
- Lord Byron participó en el movimiento prohelenista, muriendo en Grecia.
- El nombre Quíos se refiere a la resina de lentisco, que es también un producto de la isla, cuyo cultivo fue designado como Patrimonio Cultural Inmaterial de la Humanidad por la Unesco el 27 de noviembre de 2014.[4]
- Quíos es una prefectura de Grecia.